# Arsenivka, Zinkiv
Arsenivka (în ucraineană Арсенівка) este un sat în comuna Stavkove din raionul Zinkiv, regiunea Poltava, Ucraina.

## Demografie
Componența lingvistică a localității Arsenivka
     Ucraineană (85,56%)
     Română (7,78%)
     Rusă (5,56%)
Conform recensământului din 2001, majoritatea populației localității Arsenivka era vorbitoare de ucraineană (85,56%), existând în minoritate și vorbitori de română (7,78%) și rusă (5,56%).